# 剣鍔文様付き円型きんつば
剣鍔文様付き円型きんつば（けんつばもんようつきえんけいきんつば）は、和菓子のきんつば（金鍔）の一種である。

## 概要
きんつばといえば、現在は四角い直方体をしたものがよく見られるが、江戸時代中期に京都で考案された当初はその名の通り日本刀のつばのような円型をしたものであった。剣鍔文様付き円型きんつばは、考案当初の円型を留めていて、表面に日本刀のつばのような文様がつけられているきんつばである。
現在、富山県高岡市や同県氷見市などで見られる。

## 高岡市戸出地区の「けんつば」
高岡市戸出地区には5軒の和菓子店が存在するが、いずれも剣鍔文様付き円型きんつばを販売している。現地では、きんつばのことを「けんつば（剣鍔）」とも呼ぶ。

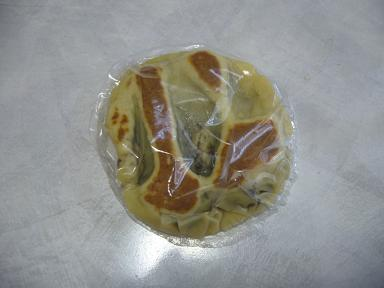
剣鍔文様付き円型きんつば（中田屋森菓子舗）
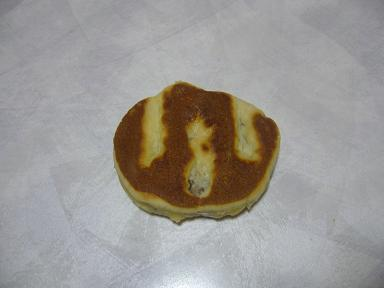
剣鍔文様付き円型きんつば（天谷菓子舗）
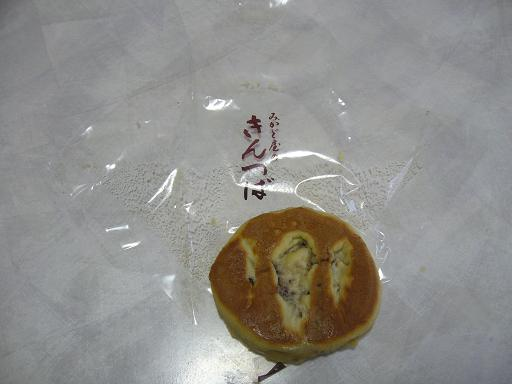
剣鍔文様付き円型きんつば（みかど屋）
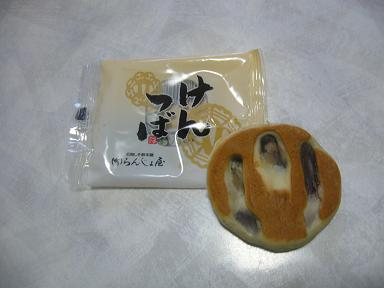
剣鍔文様付き円型けんつば（らんじょ屋・廃業して現存しない）
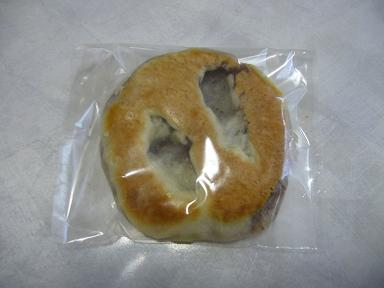
剣鍔文様付き円型きんつば（高松菓子店）